# فري جالفاو
فري جالفاو (بالبرتغالية: Frei Galvão‏) هو قسيس برازيلي، ولد في 1739 في Guaratinguetá ‏ في البرازيل، وتوفي في 23 ديسمبر 1822 في ساو باولو في البرازيل.